# 沖縄タイムス
沖縄タイムス（おきなわタイムス、英称：Okinawa Times）は、沖縄県で発行されている地方紙。株式会社沖縄タイムス社（おきなわタイムスしゃ、英称：The Okinawa Times）が発行している。
1948年（昭和23年）7月1日に創刊された。愛称は「タイムス」、沖縄県外での呼称は「沖タイ」である。

## 創刊
沖縄本島で地上戦開始後、首里市の新聞社壕で発行を続けていた前身となる「沖縄新報」は、1945年5月25日に解散した。最後まで壕にとどまったかつての沖縄朝日新聞を中心とした社員10人のうち9人（社長代行の高嶺朝光、編集局長の豊平良顕、具志堅政冶、前田宗信、牧港篤三、大山一雄、稲嶺盛国、仲本政基、島袋俊一）が創設メンバー。
1945年7月時点で米軍の準機関紙「ウルマ新報」（現・琉球新報）が、教師などの新聞発行未経験者の手により発行されていたが、沖縄タイムスは「新聞人による新聞発行」を目指し、1948年7月1日創刊された。創刊号発行前の6月29日、米軍占領下の軍票（B円）への通貨切り替えのスクープを号外で出し、これが実質的な創刊となった。

## 特色

### 論調
琉球新報と同様に、反米軍基地、平和主義、非武装中立の立場をとる。憲法改正案や集団的自衛権の解釈変更に反対している。特に普天間飛行場の辺野古への移設に対して、政府に強く反対する姿勢を示している。
『新南島風土記』などを著した新川明、川満信一ら戦後、沖縄の文化を牽引した記者を擁し、1990年代には、由井晶子が全国紙、地方紙を通じ、初めて女性として編集局長に就任した。

### 夕刊
1993年10月より、週休2日制の定着に伴い、第2土曜日付け夕刊を休刊にした（同じ沖縄県をカバーする琉球新報も同）が、2009年3月に夕刊そのものを廃止し、朝刊のみの発行となった。社告ではその理由を「広告需要が急速に落ち込む一方、新聞用紙代の値上げで新聞製作コストが上昇しているため」と説明し、夕刊時間帯のニュース報道はインターネットでの速報体制を強化するとしている。

### 朝日新聞との関係
朝日新聞那覇総局が沖縄タイムス本社ビル（タイムスビル10階、沖縄タイムス編集部と同じフロア）に入居している。創刊メンバーの豊平良顕が戦前、大阪朝日新聞那覇通信部の記者だったことから朝日新聞社とは特に縁が深く、創刊時から協力関係にあった。世論調査を共同で実施し、現在も人事交流がある。
この経緯から朝日系の日刊スポーツ新聞社とフランチャイズを結び、1984年より日刊スポーツを発行（印刷・販売受託）している。内容は西日本版および九州地区の西部本社版ではなく、東京本社版の内容（発行所の欄には東京本社の所在地と連絡先、号数欄を「沖縄地域発行　沖縄タイムス社」と差し替え、1面右下に沖縄タイムス社の詳細な所在地と連絡先を掲載）、一部を除く中央競馬など公営競技・番組表などのページは割愛されている。これとは別に新聞取扱業者が、東京本社が発行している都内即売版や西部本社が発行している福岡版を空輸し、空港ターミナルや那覇市中心部の一部沖縄ファミリーマートで販売している。
1995年には子会社琉球放送（RBC、TBSラジオ・TBSテレビ系）の子会社として琉球朝日放送（QAB、テレビ朝日系）を開局、朝日新聞グループに関連するイベントやシンポジウム、世論調査や出口調査などQABとともに行うことが多岐にわたっている。
かつては朝日新聞社の電子版サービスである朝日新聞デジタルとのセット購読（沖縄タイムスについては沖縄県で新聞販売店と直接配達ができる地域に限る）が可能な「ダブルコース」の募集も行っていて、本紙購読者は朝日新聞デジタルを本誌購読料+1000円/月で利用出来たが、2023年5月で終了した。

### 他の地方紙との関係
福井新聞と共同で「基地と原発」のニュースを発信する「フクナワ」を運用している。サイト運用は、2019年3月31日で終了している。ドメインが他社・他者に取得されている（2022年4月17日には取得された模様）。

## 沿革

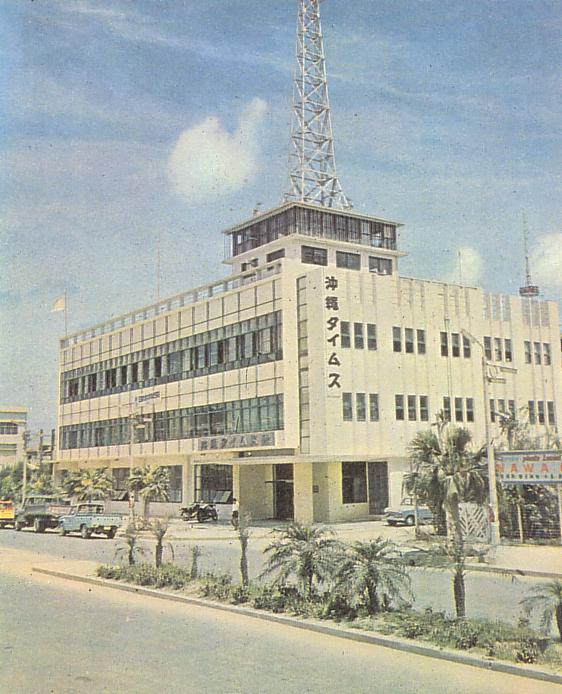
1960年代の沖縄タイムス社屋

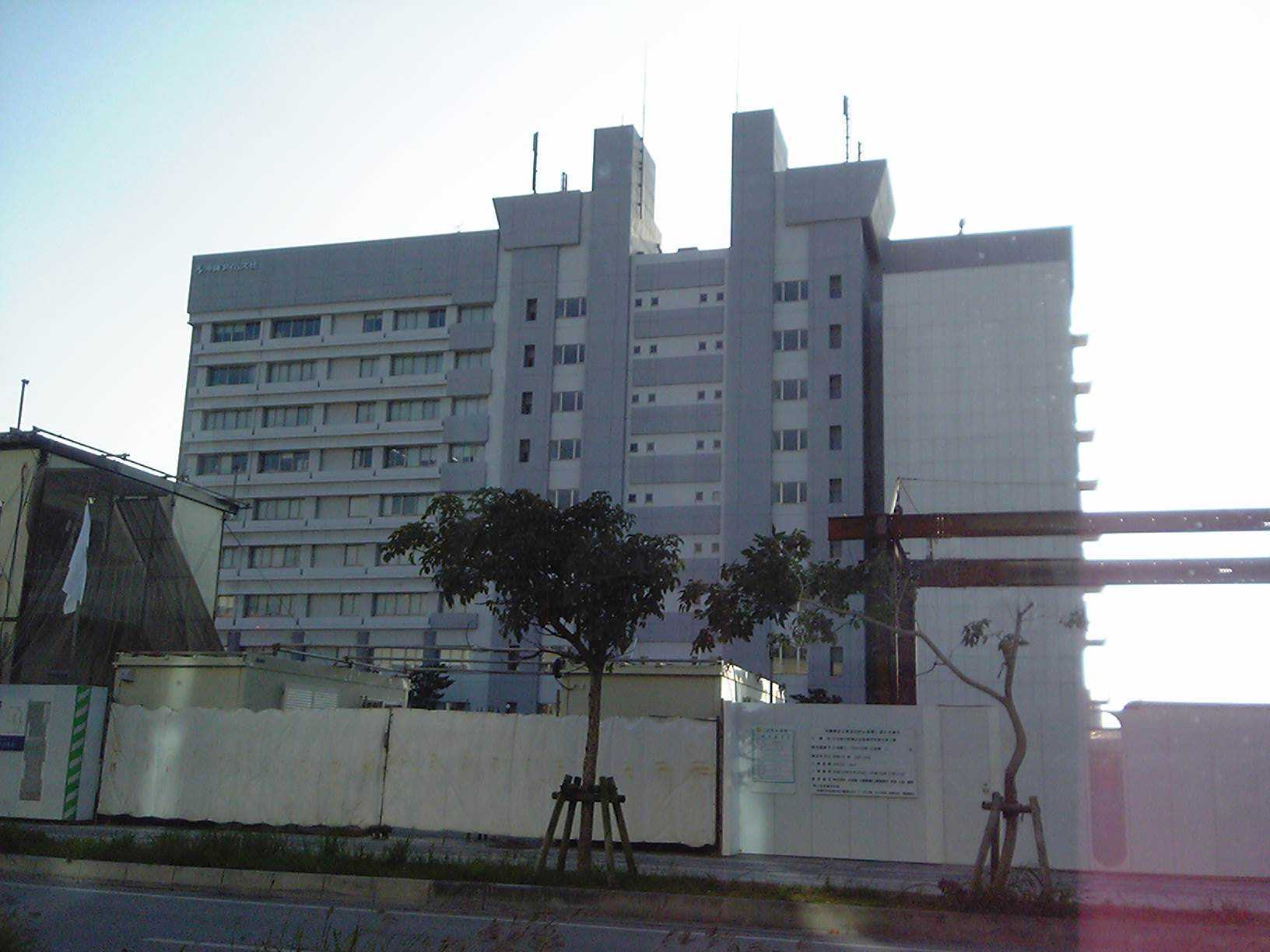
2002-2012年の本社（那覇市おもろまち）

- 1948年 - 創刊号発行。号外が創刊号となる
- 1949年 - 創刊1周年記念事業として沖縄美術展（沖展）開催
- 1951年 - 関西支社開設、本社主催の芸術祭開幕
- 1953年 - 東京支社開設、第1回図画・作文、書道展開催
- 1954年 - 朝夕刊セット制実施
- 1956年 - 福岡支社開設、第1回全琉音楽祭開催
- 1957年 - 那覇市久茂地に新社屋完成、第1回タイムス文化講座開催
- 1958年 - 日本新聞協会に加盟
- 1964年 - 第1回沖縄タイムス教育賞贈呈式
- 1965年 - 緑化推進協議会と共同で県花決める県民投票実施、デイゴに決定
- 1966年 - 『新沖縄文学』創刊
- 1967年 - 第1回沖縄タイムス芸術選賞贈呈式
- 1968年 - 「みどりと花いっぱい運動」提唱、沖縄政経懇話会設立
- 1974年9月8日 - アテネ発ローマ経由ニューヨーク行きのTWA841便ボーイング707型機が、イオニア海ケフェロニア島近くで爆破され（トランス・ワールド航空841便爆破事件）、事故機に沖縄タイムスのタイムス・ヨーロッパ産業視察団の上地一史社長（当時）ほか、沖縄タイムスの有力広告主13人が搭乗し、社の上層部と有力スポンサーを失うという惨事があった
- 1983年 - 『沖縄大百科辞典』発刊
- 1984年 - 『日刊スポーツ』の沖縄現地印刷開始
- 1985年 - 第1回NAHAマラソン開催
- 1993年 - 『新沖縄文学』休刊
- 1996年 - ウェブサイト開設
- 1997年 - 金城真吉に沖縄タイムス賞体育賞を授与
- 1998年 - 創刊50周年
- 1999年
  - 浦添市伊奈武瀬に新工場・新輪転機を設置[10]
  - 「新聞制作システムOCEANの開発・導入」で新聞協会賞
- 2001年 - 1月3日付朝刊を発行開始（琉球新報も同様）
- 2002年 - 那覇市久茂地から同市おもろまちに本社移転
- 2003年 - 創刊55周年、題字を改める
- 2009年
  - 3月より夕刊を廃止、朝刊紙に移行
  - 琉球新報社との間で、災害時やシステム障害などの際の「緊急時における新聞発行の援助に関する協定」を締結
- 2011年　
  - 那覇市久茂地（旧社屋跡地）に新社屋建設を発表
  - 子ども新聞「ワラビー」を8ページに拡張
- 2012年12月 - 那覇市おもろまちから同市久茂地の新社屋に再移転、12年ぶりにタイムス・ホールも復活
- 2018年3月 - 電子新聞相互乗り入れを神奈川新聞社と締結
- 2020年4月1日 - 日本経済新聞社・琉球新報社と「沖縄新聞データベースplus日経テレコン」設立し3社のデータベースを統合
- 2021年12月27日 - 22年ぶりに新輪転機の更新・稼働開始[10]
- 2022年

1月1日 - 同日付から全ページフルカラー紙面（実際は最大40ページ中、32か面カラー両面印刷）に移行
3月19日 - 第73回沖展が3年ぶりに開催
5月1日 - 日刊スポーツ沖縄版が同日付から最大7ページカラー紙面（実際は12ページ中、最大8か面印刷可能で稀に行われる）に移行

## 報道などの受賞歴
- 1964年 -「みどり丸遭難事件」の報道記事と報道写真で新聞協会表彰
- 1971年 -「沖縄毒ガス移送報道」で日本ジャーナリスト会議(JCJ)奨励賞
- 1972年
  - 豊平良顕に第20回「菊池寛賞」（戦後、沖縄の文化全般にわたり保護推進してきた功績）
  - 連載「沖縄基地協定を点検する」「沖縄と自衛隊」（玉城真幸記者他、企画連載協力者）がJCJ奨励賞
- 1978年 - 新川明『新南島風土記』で第32回毎日出版文化賞
- 1989年 -「ちゃーすが沖縄」でJCJ奨励賞
- 1996年
  - 総集「沖縄・米軍基地問題」で新聞協会賞
  - 「脱基地元年－127万人の実験」でJCJ奨励賞
  - 「50年目の激動－－総集　沖縄米軍基地問題」で平和・協同ジャーナリスト奨励賞
- 1998年
  - 山城紀子記者の「共生社会を拓く」で新聞労連大賞優秀賞
  - 山城紀子記者の「心病んでも」で「平和・協同ジャーナリスト奨励賞」
- 1999年
  - 「OCEANシステム」で新聞協会賞
  - 「心への侵入」が第四回新聞労連大賞優秀賞
- 2002年 - 山城紀子記者の「医の今」で「ファルマシア医学記事賞受賞」
- 2005年
  - 『戦後60年キャンペーン／新たな視点・証言で探る沖縄戦』でJCJ賞
  - 沖縄タイムス社、神奈川新聞社共同企画「米軍再編を追う　安保の現場から」で「第11回平和･協同ジャーナリスト基金賞」
- 2006年 -『戦後60年キャンペーン／新たな視点・証言で探る沖縄戦』で新聞労連ジャーナリスト大賞
- 2007年 -『挑まれる沖縄戦／「集団自決」問題キャンペーン』でJCJ賞
- 2008年
  - 『挑まれる沖縄戦／「集団自決」問題キャンペーン』で新聞労連大賞
  - 『「アメとムチ」の構図――普天間移設の内幕』で「第14回平和･協同ジャーナリスト基金奨励賞」
- 2009年
  - 屋良朝博論説委員の「砂上の同盟―米軍再編が明かすウソ―」が平和・協同ジャーナリスト奨励賞
  - 『地域医療のカルテ』が第28回「ファイザー医学記事賞」優秀賞[14]
- 2010年　
  - 連載｢迷走『普天間』｣を中心とする一連の報道でJCJ賞
  - 『地域医療のカルテ』が新聞労連優秀賞
  - 沖縄タイムス社、長崎新聞社、神奈川新聞社合同企画「安保改定50年〜米軍基地の現場から」で「第16回平和･協同ジャーナリスト基金賞」
  - 「依存症　回復への扉」が「第29回ファイザー医学記事賞優秀賞」
  - 「生きるの譜」で「貧困ジャーナリズム大賞」
- 2011年
  - 沖縄タイムス社・長崎新聞社・神奈川新聞社合同企画「安保改定50年〜米軍基地の現場から」で「新聞労連優秀賞」
  - 「わたしらしく 車いすママの奮闘記」で「同疋田桂一郎賞」
- 2012年
  - 平安名純代・米国特約記者の「ワシントン発一連の基地報道」で新聞労連ジャーナリスト大賞優秀賞
  - 大野亨恭記者の「不発弾処理問題」で第6回疋田桂一郎賞
- 2013年
  - オスプレイ強行配備をめぐる一連の報道で新聞労連ジャーナリスト大賞特別賞[15]
  - 「波を鎮まれ」で石橋湛山記念早稲田ジャーナリズム大賞（草の根民主主義部門）受賞
- 2014年 -「波を鎮まれ」で新聞労連ジャーナリズム大賞・優秀賞受賞[16]

## 連載

### 漫画
- 「時事漫評」渡嘉敷唯夫・砂川友弘[いつ?]
- 「グルくん」はらたいら 朝刊 1981年4月-1983年9月、1989年3月-1990年3月
- 「おばぁタイムス」大城さとし 2005年1月から2009年2月まで夕刊「ダ〜ヴァ」面にて毎週水曜連載。2009年3月から2012年12月まで夕刊廃止に伴い朝刊「くらし」面にて毎週連載。2013年1月より社会面にて毎日連載。

### コラム
筑紫哲也がかつて『沖縄版多事争論』を連載していた。復帰前に朝日新聞那覇支局に勤務していた。

## CM

### テレビCM
- 「シンブンハ、ジンブンニカワル。」編[17]・「闘牛」編[18]（2003年）
- 「Have A Good Times!」編（2005年）
- 「人と暮らしの間に。」編（2009年）

### ラジオCM
- 「セミ」編[19]「女子高生」編[20]「寿司屋」編[21]（2003年）
- 「人と暮らしの間に。」編（2009年）

## 沖縄うりずん通信
2017年4月より、インターネットメディア（YouTube番組）であるデモクラシータイムスとのタイアップで『新沖縄通信』を、番組内で無料配信している。2022年7月3日の放送より、『沖縄うりずん通信』とタイトルを変更して放送している。なお、2017年3月まではデモクラシータイムスの前身である「デモクラTV」にて配信が行われていた。

## 批判・不祥事
- 2015年（平成27年）、本紙と琉球新報の県内大手2紙が偏向報道体質であると主張する一部の沖縄県民により、「琉球新報、沖縄タイムスを正す県民・国民の会」が設立された[23][24]。また、放送作家の百田尚樹[24]、沖縄で4年間生活した産経新聞編集委員の宮本雅史も同紙が偏向報道であると主張している[25]。
- 2017年には同じ沖縄県で発行される八重山日報が、本土の産経新聞と提携して「沖縄本島版」の発行を始め本紙と琉球新報に対抗したが、産経新聞の高木桂一によれば、創刊直後に本紙読者局が店舗に取り扱い禁止を通達したとされ、高木は、八重山日報への露骨な妨害行為が行われたとしている[26]。
- 本紙記者の阿部岳は、TVの取材に対し自身の立場として「確かに中間中立であるという意識はない」「沖縄の立場に偏っているというのは言えるかもしれない」と述べ、批判を浴びたが、2020年1月11日にtwitterで「私は今も胸を張って同じことを言っています。」「政府が沖縄を差別している中で、中間中立を装うのは単なる差別への加担です。」と発信した[27][28]。
- 2020年9月、新型コロナウイルス感染症対策で行われている政府の持続化給付金と緊急小口資金および総合支援資金を、同社の社員と関連会社の社員が不正受給していたことが明らかになった。その社員は十数人に同様の受給申請を勧めており[29][30]。派生した不正申請者は40人以上に広がっていた。全国最大規模の詐欺事件に発展する可能性もあり、沖縄県警は、100人規模の特別捜査本部を設置[31][32]。同社は10月8日には不正受給した2名を懲戒解雇したことと、全ての取締役の報酬についてカットすることをインターネット上で発表した[33]が、自社の紙面では発表していない。2020年11月13日、沖縄県警は、新型コロナウイルス対策の持続化給付金100万円を不正に受け取ったとして、沖縄タイムス社の元社員(この事件で懲戒解雇を受け逮捕時は無職)1人を詐欺容疑で逮捕したと発表した[34][35]。沖縄タイムスも自らこの問題を報じたが、ウェブ版の記事では犯人の実名報道を行わず、顔写真も掲載しない匿名での報道にとどまり、「ネット情報は長く記録が残るため、当事者が、不利益や迷惑を被る恐れがある等」と実名報道を行わない理由を説明したため「二重基準でではないか」「身内に甘いのでは」という指摘が寄せられたと報じられた[36]。2021年2月24日、那覇地方裁判所は、元社員に対し懲役1年6カ月執行猶予3年の判決を言い渡した[37]。
- 2025年3月末、沖縄県警が知人女性への不同意性交致傷の疑いで、事件当時沖縄タイムス社の記者をしていた30代男性社員を書類送検した[38][39]。沖縄タイムス社の宮城栄作総務局長は「弊社社員が3月に書類送検されたことは承知しております。誠に遺憾であり、厳粛に受け止めています。今後の手続きを踏まえ、厳正に対処いたします。」とコメントした[39]。

## 拠点

### 本社・支社
- 本社 - 那覇市久茂地2-2-2 タイムスビル
- 中部支社 - 沖縄市胡屋1-3-10
- 北部支社 - 名護市宮里1-28-8 南西ビル2階
  - 2021年（令和3年）3月29日の移転前は、名護市港2-6-5 屋部土建ビル2F にあった。
- 南部総局 - 島尻郡八重瀬町字東風平268
- 宮古支局 - 宮古島市平良字西里384 2F
- 八重山支局 - 石垣市字石垣416-4 真玉橋アパート101号室
- 東京支社 - 東京都中央区銀座8-18-1 銀座木挽町ビル6F
- 関西支社 - 大阪市北区梅田1-2-2 大阪駅前第2ビル4F[40]
  - 2023年（令和5年）7月1日に万成ビル（大阪市中央区）から大阪駅前第2ビル（大阪市北区）へ移転[41]。
- 福岡営業所 - 福岡市中央区天神1-9-17 福岡天神フコク生命ビル13F（琉球放送、琉球朝日放送の福岡支社も同居）

### 印刷工場
- 株式会社タイムス印刷 - 浦添市伊奈武瀬1-10-5
  - かつて子会社化する前には、社内外に向けてUP（ユーピー、U=浦添 P=プリント）センターと言われていた。

## テレビ・ラジオ番組表
番組表は日刊スポーツPRESS（旧・日刊編集センター）から配信されている（琉球新報もここから配信）。アナログ放送の廃止前日まで、ステレオ放送は番組表内の文字表記（略記号）で「［立］」と表記されていた（「[立]」表記の新聞は他に福島民報や伊勢新聞も表記されていた）。
最終面地上波テレビ。NHK総合テレビ・Eテレ、琉球放送、琉球朝日放送、沖縄テレビ（フルサイズ）、NHK BS・BSP4K（ハーフサイズ）、解説欄
中面衛星放送・ラジオ。民放系無料BS放送、BS11、BSトゥエルビ、WOWOWプライム、BS10、BSよしもと、テレビにらい（以上ハーフサイズ）、宮古テレビ、石垣ケーブルテレビ（ともに自主編成のチャンネル、1/4サイズ）、Eテレ・サブチャンネル（極小サイズ）、NHKラジオ第1・ラジオ第2、RBCiラジオ、ラジオ沖縄、NHK-FM、FM沖縄（以上2/3サイズ）
2022年10月31日まではBSスカパー!を中面衛星放送欄にハーフサイズで掲載したが、放送終了に伴い翌11月1日からBS松竹東急に差し替えた。3月26日の開局から約7ヶ月経ての掲載となる。また、2023年12月1日のNHK BS放送の再編に伴い、前日まで掲載したBS釣りビジョンの掲載を取りやめ、 BSよしもとに差し替えた。こちらは開局からおよそ1年8ヶ月経ての掲載となる。2025年6月30日のBS松竹東急としての放送終了に伴い翌7月1日からBS10に差し替えた。
2023年8月1日から紙面の番組表掲載見直しにより、コミュニティFM放送（地域FM局）番組表県内（当時）全18局（およそ1/4サイズ、かつては全19局だった）の掲載を取りやめた。地域FM局番組表はQRコードの読み取りなどで沖縄タイムスプラスのページを経由し、そこから各地域FM局サイトにアクセスして見ることができる。この影響で、WOWOWライブ、WOWOWシネマ（ともにハーフサイズ）の番組表掲載も取りやめた。
なお、県外放送局（NHK沖縄ラジオ第1・第2放送開局前の1972年6月24日までは福岡ラジオ第1放送の番組表のみを掲載した）とスター・チャンネル（かつては掲載していた）、NHK BS8K、J:COM BS、ラジオNIKKEIは掲載されていない。合わせて、民放系BS放送の4K差し替え番組は併載されていない（基本的に現行BS番組表のみの掲載である）。また、BSの放送大学もテレビ・ラジオとも番組表は掲載されていないが、チャンネルIDは紹介している。ただし、番組表確認の案内として、URLアドレスと電話番号が記載されている程度である。また、日刊スポーツ（沖縄県は本社がフランチャイズ契約で印刷・発行受託）にはテレビ・ラジオ番組表は収録されていない。

## 海外電子版
2002年6月1日からカナダのNewspaper Direct社のサイト『PressDisplay』にて朝刊を閲覧することができたが（有料）、2010年の6月から8月頃に中止された。
現在は、自社ニュースサイト「沖縄タイムスプラス」の有料プランを国外でも利用できるため、加入すれば文字ニュースまたは新聞紙面イメージを購読できる。

## その他
- コーポレートアイデンティティ
  - マスコットは「ワラビー」。こどもを意味する沖縄の方言「わらび」と動物の「ワラビー」をかけている。
- メセナ活動
  - NAHAマラソン : 走者25,000人、「太陽と海とジョガーの祭典」として知られる沖縄県内最大のマラソン大会。
  - 全琉音楽祭 : 沖縄タイムスが毎年1月に開催している音楽行事。

## 関連人物
- 牧港襄一（元NHKアナウンサー。父・篤三が設立に関与し、記者として活躍した）
- 牧港篤三（元沖縄朝日新聞の記者で創設メンバーの一人）

## 関連会社
2022年8月現在
- 株式会社タイムス発送
- 株式会社タイムス印刷

上記2社は浦添市伊奈武瀬一丁目に所在、系列新聞を印刷・発送する
- 株式会社タイムスアドネクスト
- 株式会社タイムス住宅新聞社

副読紙「週刊タイムス住宅新聞」「週刊ほーむぷらざ」を発行
- 株式会社沖縄タイムス販売センター

一部新聞販売店の運営
- 株式会社ポスティング・コア

那覇市などに配布するフリーペーパー発行・ポスティング事業を行う
- 株式会社Nansei

## 関連放送局
- 琉球放送
- 琉球朝日放送